# Ntsu Mokhehle

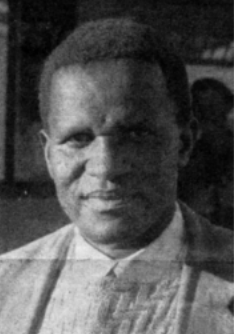
Ntsu Mokhehle

Ntsu Mokhehle (Teyateyaneng, 26 december 1918 – Bloemfontein, 6 januari 1999), was een politicus uit Lesotho. Van 1993 tot 1994 en van 1994 tot 1998 was hij minister-president.
Dr. Mokhehle studeerde in het buitenland en was daarna werkzaam als leraar. In 1952 richtte Mokhehle de sociaaldemocratische Basotho Congress Party (BCP) op. Basotholand (het huidige Lesotho) was toen nog een Brits protectoraat. Bij de eerste verkiezingen in het autonome Basotholand werd de Basotho National Party (BNP) van Chief Joseph Leabua Jonathan echter de grootste partij, gevolgd door Mokhehle's BCP en de liberale Marematlou Freedom Party van Edwin Leanya. Mokhehle werd een geducht oppositieleider.
Bij de parlementsverkiezingen van 27 januari 1970 werd de BCP van Mokhehle de grootste partij. Chief Jonathan, de premier, weigerde de uitslag te erkennen en raakte in een ernstig conflict met Mokhehle en koning Moshoeshoe II - die de kant van Mokhehle had gekozen - die vonden dat Jonathan de uitslag moest erkennen en aftreden. Op 10 februari moest de koning naar het buitenland vluchten en enige tijd later werden de oppositieleider, waaronder Mokhehle, gevangengezet en de grondwet opgeschort. 
In 1971 werd Mokhehle uit de gevangenis vrijgelaten en onder huisarrest gesteld. In 1972 werd ook zijn huisarrest opgeheven en kon Mokhehle zich weer vrij bewegen, hij weigerde echter om in 1973 zitting te nemen in het door premier Jonathan ingestelde "Voorlopig Parlement." In 1980 kondigde Jonathan verkiezingen aan voor 1981, maar hield zich niet aan die belofte.
In januari 1986 kwam Jonathan bij de militaire staatsgreep ten val en de nieuwe Militaire Raad onder generaal-majoor Justin Metsing Lekanya liet de koning de politieke activiteiten van de partijen opschorten. Na de staatsgreep van kolonel Elias Phisoana Ramaema in 1991 begon Lesotho langzaam maar zeker terug te keren naar een democratisch bestel. 
Bij de eerste vrije verkiezingen in maart 1993 behaalde Mokhehle's Basotho Congress Party de meeste zetels en werd Mokhele in april 1993 premier. Op 17 augustus 1994 greep koning Letsie III van Lesotho de macht en ontsloeg Mokhehle en benoemde Hae Phoofolo tot minister-president. Dit wekte verontwaardiging binnen de internationale gemeenschap en in september 1994 herstelde Letsie III de democratie en herbenoemde Mokhehle als premier. In januari 1995 trad Letsie af ten gunste van zijn vader, Moshoeshoe II, die al eerder koning was geweest. (In januari 1996 kwam Moshoeshoe II om tijdens een auto-ongeluk en werd Letsie III opnieuw koning.)
In 1997 kwam het tot een scheuring binnen de BCP. Mokhehle en de zijnen richtten daarop de Lesotho Congress for Democracy op. De verkiezingen van 1998 verliepen opnieuw gunstig voor Mokhehle en zijn LCD werd de grootste partij. Mokhehle werd echter niet opnieuw premier, maar ging met pensioen. De koning benoemde daarop Pakalitha Mosisili van de LCD tot premier.
Dr. Ntsu Mokhehle overleed een jaar later in januari 1999 in de Zuid-Afrikaanse stad Bloemfontein.